# Ewangeliarz kanoników regularnych z Krakowa
Ewangeliarz kanoników regularnych z Krakowa – kodeks z ok. 1420 zawierający 107 łacińskich kazań, z których 8 zostało poprzedzonych kilkunastoma krótkimi fragmentami ewangelii z glosami w mieszaninie języka czeskiego z polskim. Kodeks jest własnością biblioteki kanoników regularnych w Krakowie (kodeks nr 933).
Manuskrypt powstał około 1420 w skryptorium augustiańskim na Kazimierzu. Czesko-polskie glosy tworzą prawie ciągły przekład 14 ewangelicznych perykop. Pochodzą one z ewangelii Mateusza (5, 20-24), Marka (11, 1-3; 16, 1-7), Łukasza (2, 42-52; 8, 4-15; 21, 25-27; 24, 13-35) i Jana (3, 16-21; 8, 46-59; 15, 26-27; 16, 1-4. 5-15; 18, 1-40; 19, 1-42). Między wersetami łacińskiej ewangelii pozostawiona jest podwójna interlinia, co sugeruje, że glosy były planowane już na etapie tworzenia manuskryptu.
Glosy napisane są mieszaniną języka polskiego i czeskiego z przewagą elementów czeskich. Według Jana Janowa mogło to być spowodowane tym, że kopista był pochodzenia czeskiego, zaś korzystał z jakiegoś dawniejszego polskiego przekładu, który samodzielnie modernizował. Natomiast wedle hipotezy autorstwa Wojciecha Ryszarda Rzepki i Wiesława Wydry pisarz wykorzystał czeskie tłumaczenie ewangelii, które niekonsekwentnie spolonizował.